# Asturica Augusta

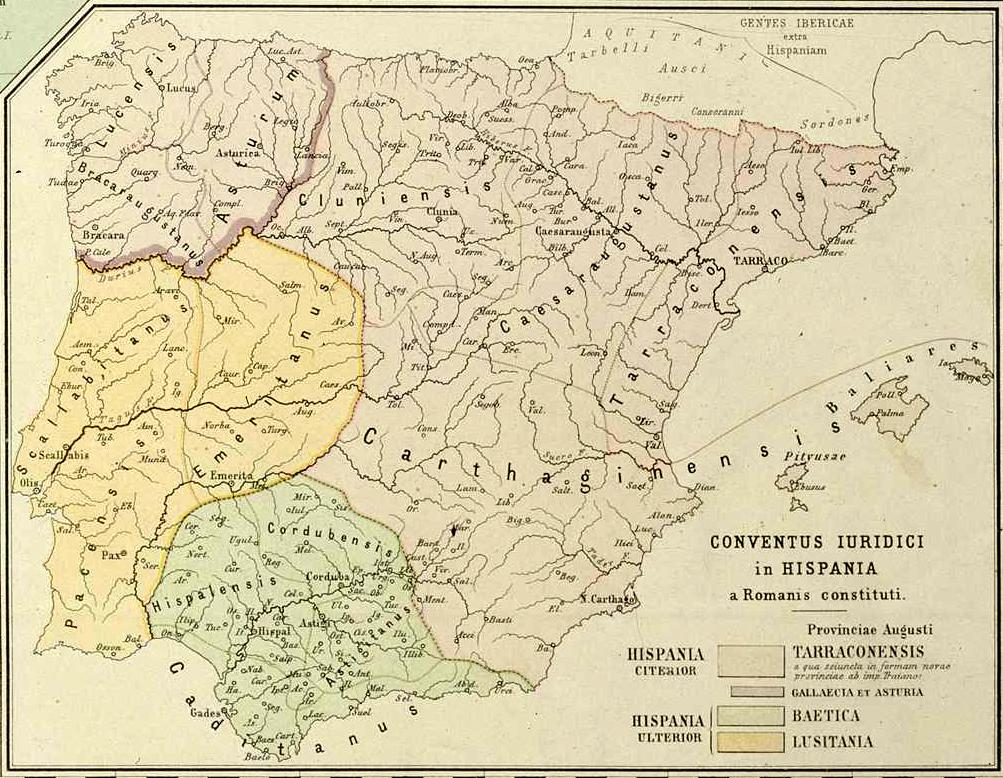
Asturica Augusta, capitale del Conventus Iuridicum Astur, nel nordovest della penisola

Asturica Augusta, (Astorga, Llión), è stata la capitale del Convento Giuridicu Astur all'epoca del Impero Romano.

## Fondazione

Vie romane nella penisola, con Asturica come centro strategico

Fu fondata nell'anno 14 a.C., durante le guerre cantabriche, come accampamento per la Legio X Gemina, sviluppandosi successivamente come urbe civile, e diventando capitale del Conventus Asturicensis.

## Scopo
Il suo scopo fondamentale era controllare gli Asturi e le miniere di oro di Las Médulas, essendo il castrum prima e la città poi, sulla Via dell'Argento che da Asturica portava ad Emerita Augusta ed al centro di una rete viaria che univa Bracara Augusta e Lucus Augusta a Tarraco e quindi, tramite la Gallia Narbonense e le vie marittime, a Roma.

## Legioni
Fu sede della legioni VI Victrix e X Gemina. Il successivo sviluppo cittadino la dotò di numerosi edifici che ne accentuarono il prevalere del carattere civile su quello militare e come segno di una raggiunta pacificazione della regione.

## Archeologia
Scavi effettuati in epoche recenti hanno, in particolare, messo in luce il Foro e due edifici termali denominati Terme Maggiori e Terme Minori. Dell'antico insediamento possono essere visitate, oltre alle tracce rimanenti dell'urbe, anche il materiale posto nel locale Museo romano, le terme ed i camminamenti sotterranei, anch'essi aperti alla pubblica fruizione.